# Melanopareia maranonica
El pecholuna del Marañón  (Melanopareia maranonica), también denominado pecho-de-luna del Marañón (en Perú) o gallito maranon, es una especie de ave paseriforme perteneciente al género Melanopareia, que es el único que integra la familia Melanopareiidae. Es nativo de una pequeña región en el noroeste de América del Sur.

## Distribución y hábitat
Se distribuye por la cuenca del río Marañon en el extremo sur de Ecuador (sur de Zamora-Chinchipe) y norte de Perú (Cajamarca).
Es poco común en matorrales áridos entre los 200 y 1050 m s. n. m. de altitud.

## Sistemática

### Descripción original
La especie M. maranonica fue descrita por primera vez por el ornitólogo estadounidense Frank Michler Chapman en 1924 bajo el nombre científico Melanopareia maranonicus; localidad tipo «Perico, río Chinchipe, norte de Perú».

### Taxonomía
El género estuvo hasta recientemente incluido en la familia Rhinocryptidae, hasta que datos genético moleculares indicaron claramente que Melanopareia no pertenece a Rhinocryptidae y es apenas pariente distante de estos, por lo que fue separado en su propia familia.
Puede formar una superespecie con Melanopareia elegans. Sus vocalizaciones son muy similares, y algunas veces han sido consideradas conespecíficas, pero tiene proporcionalmente la cola más larga y el patrón de plumaje distintivo, además de estar geográficamente aisladas. Es monotípica.